# ريتا حبيب
هي امرأة مسيحية عراقية من أهالي بلدة «بغديدا» التابعة لقضاء الحمدانية في سهل نينوى في محافظة نينوى.
اختطفت بتاريخ 8 تموز 2014 من مدينة بغديدا، وعوملت كسبية وبيعت واستغلت لأغراض جنسية لتنظيم داعش.
سافرت إلى تركيا في عام 2014 في محاولة لحماية نفسها ثم عادت لتنقذ والدها من داعش الذين استولوا على مدينتها في نفس اليوم الذي عادت فيه. ومع ذلك، اختطفت وأخذت كسبية مرة أخرى. وفي عام 2017 وتم شراؤها وبيعها أربع مرات، حتى تبين أن المجموعة التي اشتروها كإنو متنكرين كجهاديين، وهم الذين أنقذوها من داعش ثم اعلنوا عن تحريرها أثناء تواصلهم مع أمير داعشي طلب مبلغ 20000 جنيه استرليني عن طريق مكتب صرافة في بغداد، حيث اشتروها من خاطفيها المحليين في محافظة دير الزور شرق سوريا وعادت إلى المنزل بعد ثلاث سنوات، ونشرت مذكراتها التي ترجمت إلى لغات مختلفة.